# Rennes-les-Bains
Rennes-les-Bains är en kommun i departementet Aude i regionen Occitanien  i södra Frankrike. Kommunen ligger  i kantonen Couiza som ligger i arrondissementet Limoux. År 2022 hade Rennes-les-Bains 224 invånare.

## Befolkningsutveckling
Antalet invånare i kommunen Rennes-les-Bains
Referens: INSEE